# Carl Wilckens (Kartograf)
Carl Wilckens (auch: C. Wilkens und möglicherweise Johann Heinrich Wilckens; geboren um 1763; gestorben nach 1804) war ein deutscher Ingenieur-Offizier und Kartograf.

## Leben und Werk

Von C. Wilckens aufgenommene und 1804 von dem Kupferstecher J. E. Saltzenberg gestochene „Special Karte von dem Fürstenthum Hildesheim und den angrenzenden Ländern“

Carl Wilckens wurde zur Zeit des Kurfürstentums Braunschweig-Lüneburg während der Personalunion zwischen Großbritannien und Hannover geboren. Zur Person C. Wilckens „wird vermutet, dass es sich hier um den Ingenieur-Leutnant Johann Heinrich Wilckens handelt“, der im Jahr 1781 als „Vermessungs-Conducteur“ in die kurhannoversche Armee eingetreten war.
Die „Ingenieur-Fähndrichs“ I. G. Kahle und J. H. Wilckens zeichneten die in Hannover, den 7. April 1789 datierte und sich über 6 Blätter erstreckende Militair carte des Fürstenthums Calenberg, belegen an der Weser und der Leine ... ausgezogen aus der Landes Vermessung der Ingenieur Officiers ..., für die I. G. du Plat den Kartenindex schuf.
Im Zuge der Französischen Revolution schufen Schaeffer, Richards und J. H. Wilckens um 1793 einen mit verschiedenen Stiften, Tinte und Wasserfarben gezeichneten und gemeinsam unter König Georg III. von Großbritannien und Irland erstellten PLAN / der / Belagerung / von / VALENCIENNES / durch du Kaÿserl: Königl: und Königl, Engl: / alliirte Trouppen unter Commando Seiner / Königl: Hoheit des Herrn Hertzogs / von Yorck / von Eröfnung der Laufgraben in..., der später Teil in der Sammlung des königlich britischen Royal Collection Trusts wurde.
Als „Ingenieur-Leutnant“ entwarf und erstellte Wilckens gemeinsam mit drei anderen Offizieren um 1794/1795 die Geographische Karte von dem Niederstift Münster nebst den angrenzenden Ländern.
Um 1800 schuf Wilckens „eine Gruppe von Landkarten auf dem Gebiet des Emslandes.“
Anfang des 19. Jahrhunderts trug Wilckens die Daten für eine Special-Karte von dem Fürstenthum Hildesheim und den angrenzenden Ländern zusammen; sein Entwurf wurde 1804 von J. E. Saltzenberg in Kupfer gestochen.

## Archivalien
Archivalien von und über Carl Wilckens finden sich beispielsweise
- als kolorierter Stich mit mehrfarbigen Grenzen unter dem Titel Geographiesche Carte von den NIEDERSTIFT MÜNSTER nebst den angrenzenden Ländern ..., gestochen von I. F. Salzenberg, hrsg. von der Hahnschen Buchhandlung, Maßstab 1 : 118.000, Hannover, Kreuzfaltung, 73,5 × 58,5 cm (78,5 × 64,5 cm), Archivaliensignatur Landesarchiv Baden-Württemberg, Hohenlohe-Zentralarchiv Neuenstein, GA 105 Nr. 742[7]